# Robert Urbanek
Robert Urbanek (Łęczyca, 29 aprile 1987) è un discobolo polacco.
Ha un primato personale di 66,93 m.

## Palmarès
| Anno | Manifestazione   | Sede           | Evento           | Risultato | Misura   | Note  |
| ---- | ---------------- | -------------- | ---------------- | --------- | -------- | ----- |
| 2009 | Europei under 23 | Kaunas         | Lancio del disco | 7º        | 57,38 m  |       |
| 2011 | Universiadi      | Shenzhen       | Lancio del disco | 5º        | 62,17 m  |       |
| 2012 | Europei          | Helsinki       | Lancio del disco | 6º        | 62,99 m  |       |
| 2012 | Olimpiadi        | Londra         | Lancio del disco | 32º (q)   | 59,56 m  |       |
| 2013 | Mondiali         | Mosca          | Lancio del disco | 6º        | 64,32 m  |       |
| 2014 | Europei          | Zurigo         | Lancio del disco | Bronzo    | 63,81 m  |       |
| 2015 | Mondiali         | Pechino        | Lancio del disco | Bronzo    | 65,18 m  |       |
| 2016 | Europei          | Amsterdam      | Lancio del disco | 9º        | 62,18 m  |       |
| 2016 | Giochi olimpici  | Rio de Janeiro | Lancio del disco | 17º (q)   | 61,76 m  |       |
| 2017 | Mondiali         | Londra         | Lancio del disco | 7º        | 64,15 m  |       |
| 2018 | Europei          | Berlino        | Lancio del disco | 14º (q)   | 62,00 m  |       |
| 2019 | Mondiali         | Doha           | Lancio del disco | 23º (q)   | 61,78 m  |       |
| 2022 | Europei          | Monaco         | Lancio del disco | 17º (q)   | 60,47 m  |       |
| 2023 | Giochi europei   | Chorzów        | A squadre        | Argento   | 402,5 p. | [ 1 ] |
| 2023 | Mondiali         | Budapest       | Lancio del disco | 28º (q)   | 61,30 m  |       |
| 2024 | Europei          | Roma           | Lancio del disco | 20º (q)   | 60,75 m  |       |

## Altre competizioni internazionali
2013
- Bronzo agli FBK Games ( Hengelo), lancio del disco - 64,89 m
- Bronzo al Janusz Kusocinski Memorial ( Stettino), lancio del disco - 62,99 m
- 6º al Meeting Areva ( Parigi), lancio del disco - 63,33 m
- 5º al DN Galan ( Stoccolma), lancio del disco - 62,80 m
- 6º al Weltklasse Zürich ( Zurigo), lancio del disco - 63,78 m
- Bronzo al Meeting ISTAF ( Berlino), lancio del disco - 64,97 m

2014
- 4º al Doha Diamond League ( Doha), lancio del disco - 62,88 m
- 5º al Hallesche Halplus Werfertage ( Halle), lancio del disco - 65,75 m
- Bronzo al Ludvik Danek Memorial ( Turnov), lancio del disco - 63,91 m
- 5º al Golden Gala ( Roma), lancio del disco - 63,70 m
- 7º all'IWC Meeting ( Hengelo), lancio del disco - 64,30 m
- 4º all'Adidas Grand Prix ( New York), lancio del disco - 64,84 m
- 6º al Meeting Herculis ( Monaco), lancio del disco - 62,56 m
- Bronzo al British Athletics Grand Prix ( Birmingham), lancio del disco - 64,27 m
- 4º al Meeting ISTAF ( Berlino), lancio del disco - 64,45 m
- 4º al Memorial Van Damme ( Bruxelles), lancio del disco - 65,58 m
- Oro al Rieti Meeting ( Rieti), lancio del disco - 64,29 m
- 6º in Coppa continentale ( Marrakech), lancio del disco - 60,27 m

2015
- Argento al Shanghai Golden Grand Prix 2015 ( Shanghai), lancio del disco - 64,47 m
- Bronzo agli FBK-Games ( Hengelo), lancio del disco - 64,47 m
- Argento al Prefontaine Classic ( Eugene), lancio del disco - 65,42 m
- Oro all'ExxonMobil Bislett Games ( Oslo), lancio del disco - 63,85 m

2021
- Campionati europei a squadre di atletica leggera ( Chorzów)